# Johannes Pullois
Johannes Pullois (* vor 1430 in Pulle, heute zu Zandhoven bei Antwerpen (?); † 23. August 1478 in Antwerpen) war ein franko-flämischer Komponist und Sänger der frühen Renaissance.

## Leben und Wirken
Über die Herkunftsfamilie und die frühen Lebensjahre von Johannes Pullois ist nichts überliefert, so dass sein Geburtsjahr nur anhand der Dokumente seiner ersten Tätigkeit grob geschätzt werden kann. Zwischen den Jahren 1443 und 1447 wirkte er als Chorvikar und Singmeister (zangmeester) an der Liebfrauenkathedrale Antwerpen. In dieser Zeit waren dort auch Johannes Ockeghem und Johannes Philibert als Sänger angestellt.
Im Herbst 1447 bewarb er sich als Sänger an der burgundischen Hofkapelle von Herzog Philipp dem Guten, hatte aber keinen Erfolg. Daraufhin reiste er nach Rom und wurde dort im Dezember 1447 Mitglied der päpstlichen Kapelle. In den Rechnungen dieser Institution wird er fast 20 Jahre lang geführt, und zwar bis August 1468. In dieser Zeit sammelte er erstaunlich viele Benefizien in französischen, belgischen und niederländischen Diözesen, so in Tournai, Thérouanne, Utrecht und Cambrai. Am 24. Oktober 1466 fungierte Pullois als Prokurator beim Erwerb einer Pfründe für Johannes Ockeghem. Im Spätsommer 1468 kehrte er an seine frühere Wirkungsstätte an die Liebfrauenkirche in Antwerpen zurück und übernahm die Funktion eines Kanonikers. Er wurde zwei Jahre vor seinem Tod an der gleichen Kirche auch noch zum Vorsteher des Domkapitels ernannt.

## Bedeutung
Die Missa sine nomine von Johannes Pullois zeigt eine nahezu identische Abfolge von Mensurzeichen, die charakteristische Verwendung eines Anfangsmottos sowie eine Tenormelodie, die in allen Messeteilen ähnlich gestaltet wird. Somit gehört sie zur frühesten Generation zyklischer Messen auf dem Kontinent, stammt wahrscheinlich aus den 1450er Jahren und zeigt einen deutlichen englischen Einfluss. Die übrigen Werke sind vermutlich später entstanden. Die Motette „Flos de spina“ ist mehr von Ockeghem beeinflusst und entstand wohl in seiner italienischen Zeit. In vielen seiner Chansons, welche allgemein eine durchschnittliche Qualität aufweisen, sind motivische Ähnlichkeiten enthalten, z. B. die absteigende None im Contratenor von „Pour toutes fleurs“ und „Se ung bien peu“ oder auch der identische Anfang der Contratenorstimme in „Puisque fortune“ und „Quelque cose“. Er macht auch häufig von Imitationen Gebrauch, an denen hin und wieder auch der Contratenor beteiligt ist, z. B. in „He n’esse pas“. In zwei Chansons von Pullois ist Material aus Werken von Zeitgenossen verarbeitet, so in „Le serviteur“ (aus einem Rondeau von Guillaume Dufay) und in dem untextierten „Pour prison“ (aus einem rondeau quatrain von Gilles Binchois). Das mehrfach überlieferte Rondeau „Se ung bien peu“ wird von dem Dichter Jean Molinet (1435–1507) und in einer Komposition von Loyset Compère zitiert. Instrumentale Bearbeitungen seiner Chansons „De madame“ und „Pour toutes fleurs“ sind im Buxheimer Orgelbuch enthalten. Dennoch muss erwähnt werden, dass der größte Teil seiner Kompositionen verloren gegangen ist.

## Werke
- Geistliche Werke
  - Missa sine nomine zu drei Stimmen
  - Gloria zu vier Stimmen
  - Credo zu drei Stimmen (andere Version des Credo aus der Missa sine nomine)
  - „Flos de spina“, Motette zu vier Stimmen
  - „Globus igneus“, Motette zu drei Stimmen (Kontrafaktur von "Quelque cose");
  - „O beata Maria“, Motette zu drei Stimmen (Kontrafaktur von "De madame");
  - „Resone unice genito“, Motette zu drei Stimmen (Kontrafaktur von "Puisque fortune");
  - „Victime paschali laudes“, Motette zu drei Stimmen
- Weltliche Werke
  - „De madame“, Rondeau zu drei Stimmen; Instrumentalbearbeitung im Buxheimer Orgelbuch
  - „He n’esse pas“, Rondeau zu drei Stimmen
  - „Je ne puis“, Rondeau zu drei Stimmen, textlos und anonym
  - „La bonté du Saint Esperit“, geistliche Ballade zu drei Stimmen
  - „Le serviteur“, Rondeau zu drei Stimmen; Superius (Oberstimme) aus Dufays gleichnamiger Chanson
  - „Les larmes“, Rondeau zu drei Stimmen, textlos
  - „Op eenen tijd“, Lied zu drei Stimmen
  - „Pour prison“, Rondeau zu drei Stimmen, textlos
  - „Pour toutes fleurs“, Rondeau zu drei Stimmen; Instrumentalbearbeitung im Buxheimer Orgelbuch
  - „Puisque fortune“, Rondeau zu drei Stimmen (= Kontrafaktur von „Resone unice genito“)
  - „Quelque cose“, Rondeau zu drei Stimmen (= Kontrafaktur von „Globus igneus“)
  - „Quelque langage“, Rondeau zu drei Stimmen
  - „Se ung bien peu“, Rondeau zu drei Stimmen
  - „So lanc so meer“, Rondeau zu drei Stimmen, auch Willem Braxatoris zugeschrieben mit dem deutschen Text „So lang si mir“